# Un tramvai numit dorință (film)
Un tramvai numit dorință (engleză A Streetcar Named Desire) este un film american din 1951, o adaptare cinematografică a piesei omonime a dramaturgului american Tennessee Williams. În limba engleză, titlul este construit pornind de la un joc de cuvinte între numele unui tramvai real din San Francisco, Desire, și numele francez Desiree. Filmul a fost regizat de Elia Kazan, care a regizat și premiera teatrală a piesei, având în distribuție actorii Marlon Brando (Stanley Kowalski), Vivien Leigh (Blanche DuBois), Kim Hunter și Karl Malden. Toți actorii, cu excepția lui Leigh, care a înlocuit-o pe Jessica Tandy, au fost aleși din distribuția originală a piesei jucate pe Broadway.1
În anul 1999, filmul, considerat ca fiind unul clasic, a fost denominat ca fiind de o „importanță culturală semnificativă” de către Biblioteca Congresului Statelor Unite ale Americii. Ca atare, a fost selecționat spre conservare în Registrul național de filme al Statelor Unite ale Americii. 

## Finalul filmului
Cenzura timpului a pretins ca la finalul filmului excluderea scenei de cedare (similară unui viol) a lui Blanche în fața lui Stanley prin înlocuirea cu ceva relativ comun, așa cum ar fi părăsirea casei. De fapt, sfârșitul piesei este mult mai ambiguu, întrucât Stella provoacă deliberat condițiile propice scenei finale, inclusiv acceptarea implicită a violului, prin plecarea sa de acasă cu bună știință și lăsarea celor doi protagoniști, sora sa Blanche și Stanley, singuri în casă.

## Premii
Filmul a cucerit diferite premii ale Academiei Americane de Film, după cum urmează:
- Cel mai bun actor într-un rol secundar — Karl Malden
- Cea mai bună actriță într-un rol principal — Vivien Leigh
- Cea mai bună actriță într-un rol secundar — Kim Hunter
- Cel mai bun decor

De asemenea, a fost nominalizat pentru:
- Cel mai bun actor — Marlon Brando
- Cea mai bună imagine alb-negru
- Cele mai bune costume într-un film alb-negru
- Cel mai bun regizor — Elia Kazan
- Cea mai bună muzică
- Cel mai bun film
- Cel mai bun sunet
- Cel mai bun scenariu adaptat